# Cytisus borysthenicus
Cytisus borysthenicus là một loài thực vật có hoa trong họ Đậu. Loài này được Gruner miêu tả khoa học đầu tiên.